# Ling Xiaoyu
Ling Xiaoyu (リン・シャオユウ?, Rin Shaoyuu) è un personaggio immaginario della serie di videogiochi picchiaduro Tekken, apparsa per la prima volta in Tekken 3.

## Storia

### Tekken 3
Sin da tenera età, Ling Xiaoyu ha adorato i parchi dei divertimenti. Sempre in giovane età venne istruita nelle arti marziali da suo nonno Wang Jinrei. Egli credeva che se sua nipote fosse stata più seria avrebbe potuto raggiungere la vera grandezza, ma divenne frustrato dal suo comportamento impulsivo.
In mezzo a quel caos, Heihachi trovò Xiaoyu. La ragazza minacciò di sconfiggerlo se si fosse rifiutato di accettare la sua richiesta. Divertito dai suoi scherzi infantili, Heihachi scoppiò in una fragorosa risata e le promise il suo parco a tema se avesse vinto il suo torneo. Venne accolta nella casa di Heihachi e si iscrisse alla Mishima Polytechnical School, all'epoca Heihachi viveva anche con suo nipote, Jin Kazama, che veniva addestrato nello stile Mishima e anch'esso andava alla scuola Mishima.
La ragazza passò molto tempo con Jin prima del torneo Tekken 3, al tempo il ragazzo presentava un carattere diverso, era "dolce e gentile" come la madre. Xiaoyu portava con sé il suo panda di allenamento della sua vecchia scuola (il nome è sempre "Panda"), Heihachi insegnò all'animale a combattere, molto più di quanto avesse insegnato a Kuma, così che potesse essere la guardia del corpo di Xiaoyu. Questo portò Xiaoyu a vedere Heihachi come ad un nonno nei suoi confronti.
Nel finale in cui Xiaoyu vince il torneo, Heihachi costruisce il parco divertimenti promessole con attrazioni tratte dai lottatori del torneo, quali Ogre e Panda. Ma quando Xiaoyu vede che il parco divertimenti non è stato fatto come lei voleva (colorato e un po' infantile), ma tetro ed intestato con il nome Mishima, lotta con Heihachi colpendolo ripetutamente e dicendogli "Jerk!".

### Tekken 4
Dopo il The King of Iron Fist Tournament 3, Xiaoyu continuò a vivere la sua vita, studiare, e allenarsi sotto la tutela della Mishima Zaibatsu, ma la sua vita divenne noiosa e banale, senza particolari obiettivi. Due anni dopo, Xiaoyu ricevette una misteriosa e-mail, avvertendola di non fidarsi di Heihachi. Il mittente anonimo l'avvertiva che Heihachi avrebbe messo la sua vita in pericolo. A quel tempo, Xiaoyu era una matricola alla Mishima Polytechnical School ed era stufa della solita routine giornaliera, ma ricevendo quella misteriosa e-mail rinvigorirò il suo spirito combattivo. Xiaoyu replicò a quella e-mail una dozzina di volte. Tuttavia il mittente non la contattò più e Xiaoyu si convinse che si trattava di Jin Kazama, il quale era sparito sin dalla fine dello scorso torneo. Attorno a quello stesso periodo, Heihachi annunciò il the King of the Iron Fist Tournament 4. Sperando di ricongiungersi a Jin e smascherare malvagi piani della Mishima Zaibatsu, Xiaoyu decise di partecipare al torneo.
Nel suo epilogo, Xiaoyu vince il torneo, e corona il suo sogno di costruire un parco divertimenti. Miharu Hirano, la sua amica e compagna di università, la viene a trovare confessandole di essere stata bocciata. Xiaoyu le offre un lavoro da lei, e le dice che, dopo il torneo, aveva incontrato Jin che, dopo averle parlato, andò via.

### Tekken 5
Xiaoyu era nel mirino di Heihachi Mishima, ma, sapendo che era in pericolo, Yoshimitsu la salvò e le raccontò la storia della famiglia Mishima. Xiaoyu iniziò a credere che la radice di tutte le disgrazie che circondavano Jin e la famiglia Mishima fosse il gesto di Heihachi quando gettò il figlio Kazuya dalla rupe di un burrone all'età di cinque anni. A questo punto, Xiaoyu credette che la sua missione personale era salvare la famiglia Mishima. Sperò che ci potesse essere un modo per tornare indietro nel tempo e rimettere le cose a posto. Le sue richieste furono esaudite quando sentì parlare di uno scienziato anonimo che dichiarava che se avesse avuto un'ingente somma di denaro avrebbe potuto costruire una macchina del tempo. Per ottenere i fondi necessari per costruire la macchina, Xiaoyu entrò nel The King of the Iron Fist Tournament 5 per vincere il premio in denaro.
Sub-boss di Ling è Jin Kazama. Ling è sub-boss di stage 4 di Wang Jinrei e Kuma.
Nel suo finale, Xiaoyu vince il torneo, e dà la vincita allo scienziato. La macchina del tempo viene completata e azionata, quando Xiaoyu non riesce a salirci ed essa parte da sola. Indietro nel tempo, Heihachi è sul punto di lanciare Kazuya nel dirupo, quando la macchina del tempo compare e colpisce i due facendo cadere comunque Kazuya.

### Tekken 6
Ling Xiaoyu tirò un sospirò di sollievo quando scoprì che Heihachi non era veramente morto. Comunque, come capo della Mishima Zaibatsu, Jin Kazama mira ad uccidere Heihachi. Xiaoyu provò a fermare Jin da sola, ma la Zaibatsu la cacciò, rendendole difficile la possibilità di incontrare Jin. La dichiarazione di guerra della Mishima Zaibatsu lanciò le ostilità in tutto il globo. Quando poi venne annunciato il The King of Iron Fist Tournament 6, Ling Xiaoyu decide di partecipare nella speranza di salvare Jin dal suo spirito demoniaco.
Nel suo epilogo, Xiaoyu, alla fine del torneo, si ritrova sulla sommità grattacielo, dove convince Jin a non suicidarsi per le azioni nefande da lui commesse. Poco dopo però, si sveglia nella propria camera dopo una rovinosa caduta dal suo letto, distesa su Panda, comprendendo che è stato tutto un sogno.

### Tekken Comic
Xiayou appare nel fumetto di Tekken come presentatrice del torneo di Jin, poi incontrerà Leo il quale verrà aiutato dalla ragazza a trovare Lili. All'inizio, Xiayou sembra stesse flirtando con Leo, ma poi quando ella vedrà Leo abbracciare Lili, rimarrà un po' scossa. Alla fine ordinerà a Panda di attaccare Nina.

### Street Fighter X Tekken
Ling Xiaoyu è apparsa come personaggio giocabile in Street Fighter X Tekken.